# 그림자극

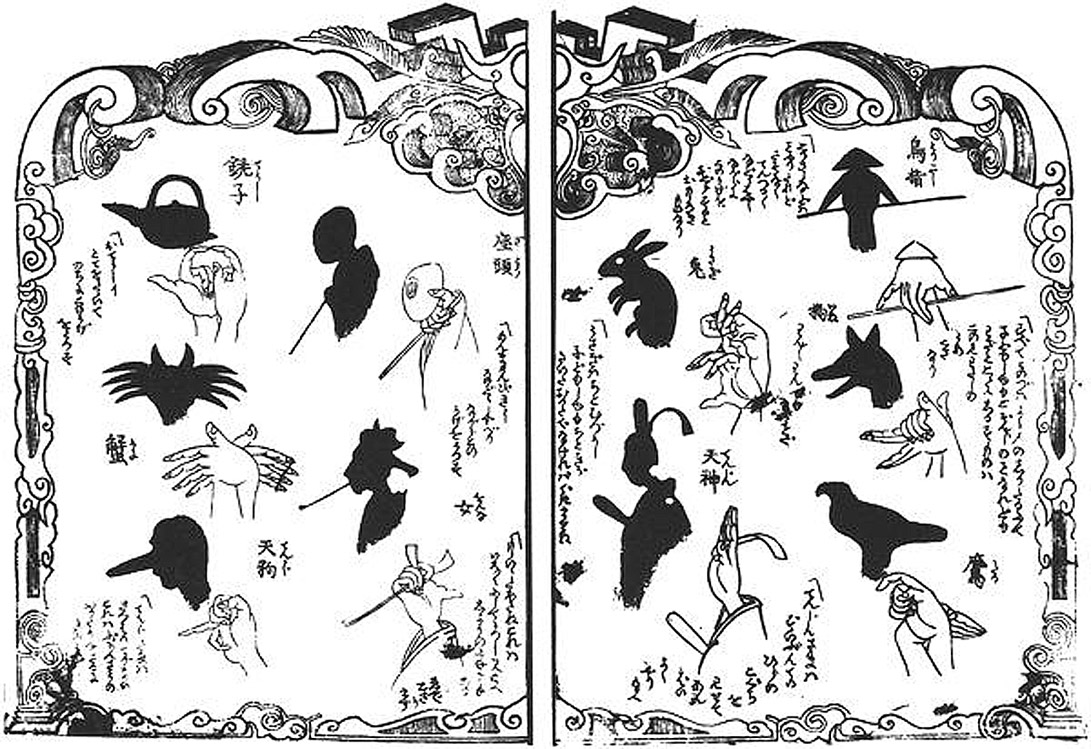
그림자 놀이

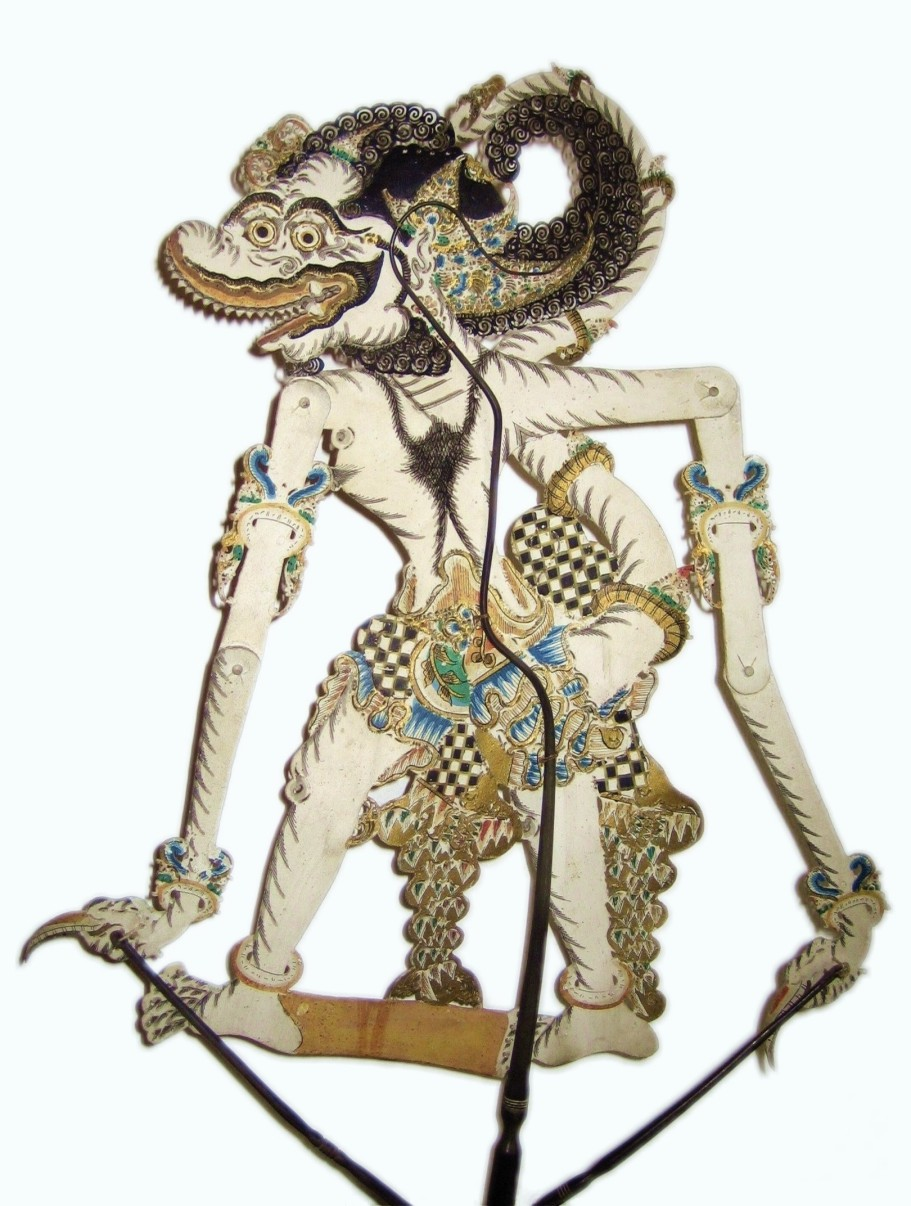
와양(인도네시아)

그림자 극은 조명에 비친 그림자를 통해 공연하는 극을 아우르는 말이다. 흔히, 인형극의 한 부류로 보아 '그림자 인형극'이라고도 한다.
그림자 극의 특징은 조명과 그림자를 만드는 물체(object), 그리고 막의 성질을 이용하여 다양한 표현을 하는 것이며 간혹 배우가 직접 개입하기도 한다.

## 현대 그림자 극의 다양한 기법들
현대 그림자 극에서는 더욱 다양한 매체와 기법들을 이용하고 있다.

## 같이 보기
- 그림자 인형극
- 그림자 놀이
- 와양 쿨릿